# Ray Ching
Raymond Harris-Ching (* 1939 in Wellington, Neuseeland), meist als Ray Ching zitiert, ist ein neuseeländischer Vogelmaler.

## Leben
Ching wuchs in Brooklyn, einem Vorort von Wellington, auf. Er brach im Alter von 12 Jahren die High School ab und arbeitete stattdessen als Lehrling in einer Werbefirma, wo er sich bis zum Artdirector hocharbeitete. 1962 siedelte er nach Auckland, wo ihn die reiche Vogelwelt zum Malen und Zeichnen in der Natur anregte. Seine erste große Ausstellung in Auckland im Jahr 1966 war ein großer Erfolg. Der schottische Verleger Sir William Collins von Collins Publishing entdeckte Ching bei seiner zweiten Ausstellung und überzeugte ihn, 1967 nach London zu ziehen. Später ließ er sich in Rye in der Grafschaft East Sussex nieder. Collins und Reader’s Digest planten einen großen Feldführer über die Vögel Großbritanniens herausgeben, waren aber nicht in der Lage, einen geeigneten Künstler zu finden, bis sie Ching kontaktierten. Die Verleger rechneten damit, dass sie sechs Künstler pro Jahr brauchen würden, um The Reader’s Digest Book of British Birds zu illustrieren. Ching versprach, es selbst in einem Jahr zu schaffen, wobei er 230 Farbtafeln produzierte. Das 1969 veröffentlichte Werk wurde über 40 Jahre lang in zahlreichen Auflagen und in zehn Sprachen gedruckt. Es war das meistverkaufte Vogelbestimmungsbuch der damaligen Zeit.
Später veröffentlichte er mehrere Bücher, darunter Raymond Ching, The Bird Paintings, Watercolours and Pencil Drawings (1969–75), The Art of Raymond Ching (1981), New Zealand Birds: An Artist’s Field Studies (1986), New Zealand Bird Paintings (2021) und andere. Im Jahr 1999 entwarf er eine britische Briefmarke mit dem Titel Darwin’s Theory, auf der ein Vogel neben einem Fossil des Archaeopteryx steht. Ching malte weiterhin sowohl in Öl als auch in Aquarell. Seine Kunst wird als konservativer Realismus beschrieben. Viele seiner Bilder haben eine fotografische Qualität, auch wenn manchmal Details der Landschaft fehlen. Ching malte die Vögel nicht nur in der Natur, sondern ließ sich auch vom Vogelleben in Städten inspirieren.
Seine Stile und Inhalte variieren beträchtlich, manchmal überschreitet er die Grenzen der Vogelkunst, indem er Fantasie mit Realismus mischt und gelegentlich menschliche Figuren zu seinen Vogelporträts hinzufügt. Sie reichen vom Realistischen über das Groteske bis hin zum Bizarren. In The Hawk, The Falcon and the Pigeons reißt ein Falke ein einzelnes Tier aus einem Taubenschwarm heraus und verschreckt damit alle anderen Tauben. In News Travelled Quickly kündigen zwei kaum sichtbare Vögel mit Sprechblasen die Ankunft einer Person in einer Hütte in einem sehr realistischen tropischen Waldrand an. In First Time Away spiegelt ein Schwarzschwan mit drei Jungvögeln einen impressionistischen Stil wider. Tarapunga and the Gulls zeigt die aggressive Haltung zweier Dominikanermöwen gegenüber einer Rotschnabelmöwe („tarapunga“ in der Māori-Sprache), während eine Krabbe an einen ruhigeren Ort im Landesinneren ziehen will. Am unteren Rand des Bildes befindet sich eine kursive Erklärung. Im Jahr 2006 malte er das Bild Learning to Fly in the Funny Pages, in dem ein Tukan und eine junge Frau über einem Hintergrund aus Zeitungscomics schweben, wobei sich leere Sprechblasen über ihren Köpfen befinden. Eine weitere unleserliche kursive Erklärung befindet sich in der Ecke.
Chings Vogelbilder sind weniger wissenschaftlich exakte Illustrationen als vielmehr das Wesen der Tiere erfassende Porträts in Lebensgröße auf weißem Grund (mit sparsam gewählten, akkurat gezeichneten Ausschnitten aus dem Lebensraum der Tiere, z. B. Ästen). Das ermöglicht Ching jedes Detail von Form, Textur oder Farbe wiederzugeben, unabhängig von zu beachtenden Lichteinwirkungen.

## Illustrierte Werke von Ray Ching
- The bird paintings water colours and pencil drawings, 1969–1975, 1978
- The art of Raymond Ching, 1981
- Studies & sketches of a bird painter, 1981
- New Zealand birds: an artist’s field studies, 1986
- Guide des oiseaux de Suisse, 1985
- Wild portraits: the wildlife art of Raymond Harris-Ching, 1988
- Kiwis: a monograph of the family Apterygidae, 1990
- Voice from the wilderness: paintings and drawings, 1994
- Dawn chorus: the legendary voyage to New Zealand of Aesop, the fabled teller of fables: an Antipodean fantasy, 1994
- New Zealand Bird Paintings, 2021